# Jan Nowosielski (1660–1717)
Jan Nowosielski z Nowosielec (ur. 1660, zm. 28 lutego 1717) – łowczy mielnicki (1682–1691), stolnik podlaski (1691–1699), kapitan Wielkiej Wojny Północnej, starosta łukowski (1699–1711), w 1696 poseł sejmu konwokacyjnego.
Żona: Anna Widlicz-Domaszewska z Domaszewnicy herbu Nieczuja. Dzieci: Antonina Nowosielska (1690–1753), filantropka, Franciszek Jan Nowosielski na Nowosielcu i Zakrzu (1690–1758), poseł.
Po zerwanym sejmie konwokacyjnym 1696 roku przystąpił 28 września 1696 roku do konfederacji generalnej. 5 lipca 1697 roku podpisał w Warszawie obwieszczenie do poparcia wolnej elekcji, które zwoływało szlachtę na zjazd w obronie naruszonych praw Rzeczypospolitej. Deputat ziemi drohickiej do rady stanu rycerskiego rokoszu łowickiego w 1697 roku. Poseł na sejm 1703 roku z województwa lubelskiego.

## Literatura
Wydania parlamentarne, akta
- Biskup Józef Załuski, Volumina Legum, Prawa Konstytucje i przywileje Królestwa Polskiego, Wielkiego Księstwa Litewskiego 1347-1793, t. 6 (dostępne także na: www.wbc.poznan.pl).
- Henryk Gmiterek, Materiały Źródłowe do dziejów Żydów z księgach Grodzkich Lubelskich z doby panowania Augusta II Sasa 1697-1733, Uniwersytet Marii Curie – Skłodowskiej, Lublin, 2001 (dostępne także na:biblioteka.teatrnn.pl).

Herbarze
- Seweryn hr. Uruski, Adam Amilkar Kosiński, Aleksander Włodarski, Rodzina, herbarz szlachty polskiej, t. 12, Wydawnictwo Heroldium, Gebethner i Wolff, Warszawa 1915.
- Xawery Kasper Niesiecki, Herbarz Polski, wyd. J.N. Bobrowicz, Lipsk 1839–1845.
- Janusz Starykoń-Kasprzycki, Michał Dmowski, Polska encyklopedia szlachecka, Wyd. Instytutu Kultury Historycznej, t. 2, 1937.

Ogólna
- Ciechanowicz, Jan, Rody rycerskie Wielkiego Księstwa Litewskiego, t. 4, Fosze Wydawnictwo Oświatowe, Wprowadzono: 20-06-06, ISBN 83-87602-80-9.
- Marek Woliński, Herbarz szlachty ziemi Łukowskiej na Lubelszczyźnie, t. 1, CKH, 2011.
- Szymon Konarski, Dames chanoinesses de Varsovie 24.IV.1744-13.VIII.1944, Międzynarodowa Akademia Heraldyczna, Paryż, 1952.
- Witold Kłaczewski, Wacław Urban,Urzędnicy województwa lubelskiego XVI-XVIII wieku: spisy, t. 4, Biblioteka Kórnicka, 1991, s. 120.